# Jefferson Mena
Jasbel Mena (Apartadó, Antioquia, Colombia; 15 de junio de 1989) es un futbolista colombiano. Juega de defensa central en el Bucaramanga de la Categoría Primera A de Colombia. Sus cuatro hermanos: Yorleys Mena, Yeison Mena, Yair Mena y Jhonny Mena también son futbolistas.

## Trayectoria

### Independiente Medellín
Debuta al año siguiente en el Independiente Medellín jugando algunos partidos en primera división y en la Copa Colombia junto a su hermano menor Yorley Mena (quien debutó en el 2009 y juega como delantero). El primer gol que anota en primera lo marcó contra Cúcuta Deportivo en el Torneo Apertura 2011. Durante el 2012 se consolidó como titular en la defensa del Independiente Medellín jugando 34 partidos en todo el año. 

Ya en el 2013, durante el año del centenario del club, sufre una lesión (Entesitis de recto abdominal) y pierde el puesto de titular con Dairon Mosquera.

En el primer semestre de 2014 vuelve al puesto de titular, haciendo pareja de central con el Argentino Diego Herner.
Para el segundo semestre de 2014 sigue haciendo parte del Independiente Medellín. Juega hasta mitad del 2015 con el poderoso de la montaña-

### New York City
Para el segundo semestre del 2015 es contratado por el New York City de la Major League Soccer de los Estados Unidos. El 26 de julio se produjo su debut frente al Orlando City, en la victoria 5 a 3. Su primer gol lo marcó el 23 de septiembre en la victoria 4 a 1 como locales frente al Chicago Fire.

### Barcelona
El 5 de enero de 2017 es contratado por 1 año a préstamo con opción a compra en el Barcelona de Serie A de Ecuador. Su primer gol lo marca el 12 de abril en la victoria 0 a 2 como visitantes frente a Estudiantes de la Plata en Argentina por la Copa Libertadores 2017. Después de unos 5 meses sin jugar por una lesión, volvió frente a El Nacional en el empate 3 a 3 en el Atahualpa, teniendo un excelente partido en lo personal. Jugó los 90 minutos frente a Gremio en la victoria 1 a 0 en Brasil.
En las últimas 7 jordanas, se ha ganado la titularidad en el equipo, jugando los 90 en los dos clásicos que hubo en noviembre y siendo elegido figura del partido, en la victoria 2 a 1 frente a U. Católica en Quito, salvando un gol de la raya y demostrando solidez en la defensa, expresando sus deseos de quedarse en el equipo.
Hizo un gol frente a Deportivo Cuenca en la victoria de 3 a 0 en el Monumental, teniendo un destacado encuentro.

### Independiente Medellín
Después de su exitoso paso por el Nueva York y el Barcelona Sporting Club, el 27 de enero de 2018 se confirma su regreso al equipo rojo de Antioquia para su segundo ciclo con la camiseta del Independiente Medellín.

## Estadísticas
- Fuente Ficha de Jefferson Mena en transfermarkt

| Club                              | Div                 | Temporada           | Liga  | Liga  | Copa Nacional | Copa Nacional | Copa Internacional | Copa Internacional | Total | Total |
| Club                              | Div                 | Temporada           | Part. | Goles | Part.         | Goles         | Part.              | Goles              | Part. | Goles |
| --------------------------------- | ------------------- | ------------------- | ----- | ----- | ------------- | ------------- | ------------------ | ------------------ | ----- | ----- |
| Independiente Medellín · Colombia | 1ª                  | 2011                | 7     | 1     | 6             | 0             | Inexistentes       | Inexistentes       | 13    | 1     |
| Independiente Medellín · Colombia | 1ª                  | 2012                | 18    | 0     | 10            | 0             | Inexistentes       | Inexistentes       | 28    | 0     |
| Independiente Medellín · Colombia | 1ª                  | 2013                | 11    | 1     | 3             | 0             | Inexistentes       | Inexistentes       | 14    | 1     |
| Independiente Medellín · Colombia | 1ª                  | 2014                | 25    | 1     | 8             | 0             | Inexistentes       | Inexistentes       | 33    | 1     |
| Independiente Medellín · Colombia | 1ª                  | 2015                | 14    | 0     | 6             | 0             | Inexistentes       | Inexistentes       | 20    | 0     |
| Independiente Medellín · Colombia | Total               | Total               | 75    | 3     | 33            | 0             | 0                  | 0                  | 108   | 3     |
| New York City Estados Unidos      | 1ª                  | 2015                | 7     | 0     | 0             | 0             | Inexistentes       | Inexistentes       | 7     | 0     |
| New York City Estados Unidos      | 1ª                  | 2016                | 16    | 1     | 1             | 0             | Inexistentes       | Inexistentes       | 17    | 1     |
| New York City Estados Unidos      | Total               | Total               | 23    | 1     | 1             | 0             | 0                  | 0                  | 24    | 1     |
| Barcelona · Ecuador               | 1ª                  | 2017                | 15    | 1     | Inexistentes  | Inexistentes  | 5                  | 1                  | 20    | 2     |
| Aldosivi Argentina                | 1ª                  | 2018-19             | 7     | 0     | 4             | 0             | Inexistentes       | Inexistentes       | 11    | 0     |
| Águilas Doradas · Colombia        | 1ª                  | 2019                | 16    | 0     | Inexistentes  | Inexistentes  | Inexistentes       | Inexistentes       | 16    | 0     |
| Águilas Doradas · Colombia        | 1ª                  | 2020                | 1     | 0     | Inexistentes  | Inexistentes  | Inexistentes       | Inexistentes       | 1     | 0     |
| Águilas Doradas · Colombia        | Total               | Total               | 17    | 0     | 0             | 0             | 0                  | 0                  | 17    | 0     |
| La Equidad · Colombia             | 1ª                  | 2021                | 17    | 1     | 3             | 0             | 6                  | 1                  | 26    | 2     |
| Atletico Bucaramanga · Colombia   | 1ª                  | 2022                | 35    | 1     | 4             | 0             | Inexistentes       | Inexistentes       | 39    | 1     |
| Atletico Bucaramanga · Colombia   | 1ª                  | 2023                | 16    | 0     | 1             | 0             | Inexistentes       | Inexistentes       | 17    | 0     |
| Atletico Bucaramanga · Colombia   | 1ª                  | 2024                | 38    | 1     | 8             | 0             | Inexistentes       | Inexistentes       | 46    | 1     |
| Atletico Bucaramanga · Colombia   | 1ª                  | 2025                | 17    | 0     | 6             | 0             | 3                  | 1                  | 26    | 1     |
| Atletico Bucaramanga · Colombia   | Total               | Total               | 106   | 2     | 19            | 0             | 3                  | 1                  | 128   | 3     |
| Total en su carrera               | Total en su carrera | Total en su carrera | 260   | 8     | 60            | 0             | 14                 | 3                  | 334   | 11    |

## Palmarés

### Campeonatos nacionales
| Título          | Equipo               | País     | Año  |
| --------------- | -------------------- | -------- | ---- |
| Torneo Apertura | Atlético Bucaramanga | Colombia | 2024 |